# Liste der Naturdenkmale in Beltheim
Die Liste der Naturdenkmale in Beltheim nennt die im Gemeindegebiet von Beltheim ausgewiesenen Naturdenkmale (Stand 13. Mai 2024).

## Naturdenkmale
| Nr.         | Bezeichnung                  | Lage                                                               | Beschreibung          | Bild                                    |
| ----------- | ---------------------------- | ------------------------------------------------------------------ | --------------------- | --------------------------------------- |
| ND-7140-012 | Ulme (Ortslage)              | Beltheim, Hauptstraße, bei Nr. 9 Lage                              | Ulmus sp.             | Fotos hochladen                         |
| ND-7140-020 | Zwei Linden (Auf dem Holler) | Mannebach, östlich des Ortes an der K 47; Flur Auf dem Holler Lage | Tilia sp., zwei Bäume | Fotos hochladen                         |
| ND-7140-023 | Linde vor der Kirche         | Sevenich, Lindenstraße, bei Nr. 29 Lage                            | Tilia sp.             | Direkt Bild zu diesem Denkmal hochladen |

## Ehemalige Naturdenkmale
| Nr. | Bezeichnung          | Lage                                             | Beschreibung                           | Bild            |
| --- | -------------------- | ------------------------------------------------ | -------------------------------------- | --------------- |
|     | Linde vor der Kirche | Frankweiler, Rhein-Mosel-Straße, bei Nr. 36 Lage | Tilia sp.; Rechtsverordnung aufgehoben | Fotos hochladen |